# Atletismo nos Jogos Pan-Americanos de 1971 - Decatlo masculino
A prova do decatlo masculino nos Jogos Pan-Americanos de 1971 foi realizada em Cali, Colômbia.

## Medalhistas
| Ouro                              | Prata                         | Bronze                 |
| Rick Wanamaker USA Estados Unidos | Russ Hodge USA Estados Unidos | Jesús Mirabal CUB Cuba |

## Resultados
| Posição           | Nome            | Nacionalidade      | Pontos | Notas |
| ----------------- | --------------- | ------------------ | ------ | ----- |
| Medalha de ouro   | Rick Wanamaker  | USA Estados Unidos | 7648   |       |
| Medalha de prata  | Russ Hodge      | USA Estados Unidos | 7314   |       |
| Medalha de bronze | Jesús Mirabal   | CUB Cuba           | 7295   |       |
| 4                 | Roberto Carmona | MEX México         | 6706   |       |
| 5                 | Néstor Villegas | COL Colômbia       | 6636   |       |
| 6                 | Ramón Montezuma | VEN Venezuela      | 6396   |       |
| 7                 | Emilio Mazzeo   | ARG Argentina      | 6195   |       |
| 8                 | Gordon Stewart  | CAN Canadá         | 6156   |       |